# Viča (gmina Lučani)
Viča (cyr. Вича) – wieś w Serbii, w okręgu morawickim, w gminie Lučani. W 2011 roku liczyła 971 mieszkańców.